# Predrag Vranicki
Predrag Vranicki (21. januar 1922 – 31. januar 2002) je bil hrvaški filozof, profesor in akademik. Med drugo svetovno vojno je bil član narodnoosvobodilnega gibanja, kasneje pa rektor Univerze v Zagrebu in predsednik Jugoslovanskega filozofskega društva.

### Zgodnje življenje
Predrag Vranicki se je rodil v krščanski plemiški družini v času Kraljevine SHS leta 1922 v Benkovcu, majhnem mestu na jugozahodu Hrvaške južno od Zadra. Po strani očeta Gustava, doktorja veterine, je družina izhajala iz Poljske. Mama Antoaneta, profesorica zgodovine, je izhajala iz ugledne kulturniške družine Gotovac. Imel je tudi brata Srđana, ki je bil ubit med drugo svetovno vojno. Po končani osnovni šoli v Senti (Vojvodina), Zaječarju (Srbija) in Jajcu (Bosna in Hercegovina) je obiskoval gimnazijo v Visokem (Bosna in Hercegovina), Petrinji (Hrvaška) in Zagrebu. Leta 1939 se je vpisal na študij medicine na Medicinski fakulteti v Zagrebu. Dve leti pozneje, leta 1941, se je prepisal v filozofsko skupino Filozofske fakultete v Zagrebu. Zaradi druge svetovne vojne je bil primoran študij isto leto prekiniti. Zbežal je iz Zagreba in se leta 1943 pridružil narodnoosvobodilnemu gibanju. V različnih brigadah narodnoosvobodilne vojske je deloval predvsem kot sanitetni referent. Po koncu vojne je nadaljeval s študijem filozofije na Filozofski fakulteti v Zagrebu in leta 1947 diplomiral.

### Kariera
Po končani diplomi leta 1947 je nadaljeval z delom asistenta na katedri za filozofijo Filozofske fakultete v Zagrebu. Na tej je leta 1949 postal predavatelj za dialektični zgodovinski materializem. Med opravljanjem tega dela je leta 1951 doktoriral na Univerzi v Beogradu na temo »O problematiki splošnega, posebnega in posameznega v klasikah marksizma« (O problemu općeg, posebnog i pojedinačnog kod klasika marksizma). Za docenta Univerze v Zagrebu je bil izbran leta 1953. Po izobraževanju leta 1957 v Parizu in Grenoblu je bil najprej na Univerzi v Zagrebu leta 1959 zaposlen kot izredni profesor, nato pa leta 1962 napredoval na mesto rednega profesorja. Bil je predstojnik kateder za teoretično in marksistično filozofijo. V študijskih letih 1964/1965 in 1965/1966 je bil dekan Filozofske fakultete. Leta 1966 je bil izbran za predsednika Jugoslovanskega filozofskega društva. Skupaj s profesorjem Vladimirjem Filipovićem je bil utemeljitelj Inštituta za filozofijo. Od leta 1967 je bil tamkajšnji prvi ravnatelj. Med leti 1972 in 1976 je bil rektor Univerze v Zagrebu in predsednik Predsedništva jugoslovanskih univerz ter član Sveta tribune Socializem v svetu. Izbran je bil za člana Mednarodnega inštituta za filozofijo v Parizu (Institut International de Philosophie). Leta 1973 je postal redni član Jugoslovanske Akademije znanosti in umetnosti. Do upokojitve leta 1976 je še vedno deloval tudi kot profesor. Bil je aktivni sodelavec Korčulske poletne šole in filozofskega časopisa Praxis (1965 – 1974). Leta 1976 je za leto in pol za študijske namene odšel v Zahodno Nemčijo, kjer se je posvetil predelavi in razširitvi del »Zgodovina marksizma« (Historija marksizma) in »Marksizem in socializem« (Marksizam i socijalizam). V tem času je predaval na mnogih predavanjih in simpozijih o različnih znanstvenih in filozofskih temah (Dubrovnik, Korčula, Cavtat, Zagreb, Sarajevo, Subotica, Ludwigsburg, Trier, München, Mannheim). Leta 1979 je bil izvoljen za člana Sveta Republike Hrvaške. Po prenehanju mandata se je umaknil in izognil politiki ter nadaljeval s svojim delom »Filozofija zgodovine« (Filozofija historije), ki je izšlo kot zadnje delo pred njegovo smrtjo. Umrl je leta 2002 v Zagrebu.

### Dela in pomen
Predrag Vranicki je največ pisal o zgodovini filozofije, še posebej o zgodovini marksizma in marksistične filozofije. Med temami, ki jih je obravnaval so tudi ontološke, antropološke in filozofsko-zgodovinske teme ter humanizem in svoboda. S svojimi deli je vidno doprinesel k znanstvenim spoznanjem na področjih zgodovine filozofije, zgodovine marksizma in teoriji marksizma, socializma in filozofije. Velja za enega najuglednejših hrvaških filozofov, čigar znanstveni pristop in strokovnost sta imela velik vpliv na nadaljnje pisce ob koncu dvajsetega in začetku enaindvajsetega stoletja. Objavil je več deset strokovnih člankov, razprav, študij in 17 pomembnejših knjižnih del, poleg teh pa še ogromno manjših člankov, knjig in recenzij. Med njegovimi deli je potrebno izpostaviti tri osnovna dela: »Marksizem in socializem« (Marksizam i socijalizam), »Zgodovina marksizma« (Historija marksizma) in »Filozofija zgodovine« (Filozofija historije). Prva izdaja Zgodovine marksizma (Historija marksizma) je bila v šestdesetih letih v času izida prva knjiga na svetu, v kateri se je avtor ukvarjal s to tematiko.

#### Spisek pomembnejših del:
Čovjek i historija (Človek in zgodovina) – 1966 - knjiga
Dijalektički historijski materijalizam (Dialektični zgodovinski materializem) – (1958), 1982 – knjiga
Filozofija historije (Filozofija zgodovine) – (1988), 2001 – trije deli, knjiga
Filozofske rasprave (Filozofske razprave) – 1979 – raziskovalno poročilo
Filozofske studije i kritike (Filozofske študije in kritike) – 1957 - knjiga
Filozofski portreti (Filozofski portreti) – 1979 – raziskovalno poročilo
Friedrich Engels: Čovjek i djelo (Friedrich Engels: Človek in delo) – 1975 – knjiga
Historija marksizma (Zgodovina marksizma) – 1987 – trije deli, knjiga
Koncept daljnje reforme sveučilišta (Koncept nadaljnje reforme univerze) – 1973 – knjiga
Marksističke teme (Marksistične teme) – 1973 – knjiga
Marksizam i socijalizam (Marksizem in socializem) – 1979 – knjiga
Misaoni razvitak Karla Marxa (Miselni razvoj Karla Marxa) – 1953 – knjiga
O nekim pitanjima marksističke teorije u vezi sa Ždanovljevom kritikom Aleksandrova (O nekaterih vprašanjih marksistične teorije v zvezi z Ždanovljevo kritiko Aleksandrova) – 1950 – knjiga
Prilozi problematici društvenih nauka (Priloge problematiki društvenih naukov) – 1951 – knjiga
Problemi filozofije historije u antici: Od mitosa prema logosu (Problemi filozofije zgodovine v antiki: Od mitosa proti logosu) – 1987 – knjiga
Razgraničenja (Razmejitve) – 1988 – knjiga
Revolucija i kritika: Razgovor (Revolucija in kritika: Razgovor) – 1983 – knjiga
Samoupravljanje kao parmanentna revolucija (Samoupravljanje kot trajna revolucija) – 1985 – knjiga
Socijalistička alternativa (Socialistična alternativa) – 1982 – knjiga